# Горьковская АСТ
Горьковская атомная станция теплоснабжения (Горьковская АСТ, ГАСТ) — недостроенная станция по производству тепловой энергии для обогрева Нагорной части Нижнего Новгорода. Строительство станции велось в 1980-х годах близ села Федяково и железнодорожной станции Ройка в Кстовском районе Нижегородской области, в нескольких километрах к югу от городской черты Нижнего Новгорода.

## История
В 1976 году в Горьковским отделении института Теплоэлектропроект (ныне Атомэнергопроект) была обоснована экономическая эффективность применения атомных котелен для теплоснабжения крупных городов. Были выбраны участки около Горького и Воронежа, всего предполагалось применение атомной энергии в 30-35 крупных городах СССР. В пользу расположения атомной станции теплоснабжения около города Горького были приведены следующие аргументы: наличие ОКБМ, занимающегося производством реакторов, и Политехнического института, готовящего кадры для атомной промышленности, а также крупных рек, что облегчало транспортировку оборудования. В 1979 году вышло постановление Совета министров о сооружении двух головных станций в Воронеже и Горьком.
Реакторная установка строилась по проекту, разработанному ФГУП «Опытно-конструкторское бюро машиностроения» (ОКБМ). Сама станция была спроектирована Теплоэлектропроектом, была снабжена двумя энергоблоками АСТ-500.
Планировалось, что она будет снабжать теплом Щербинки и Верхние Печёры.
К концу 1980-х годов станция была построена на 85 %. В 1989 году МАГАТЭ была проведена международная экспертиза, подтвердившая безопасность проекта.
Из-за движений экоактивизма в период после аварии на Чернобыльской АЭС, в которых заметную роль сыграл Б. Немцов, работы были прекращены, и теплоцентраль была законсервирована.
В 1991 году станция перешла в собственность Нижегородской области. По состоянию на 2004 год, она управлялась государственным предприятием «Нижегородский производственно-энергетический комплекс» (НПЭК); кроме здания и реакторов, на его балансе также находятся водовод и газовая котельная, используемые для водо- и теплоснабжения близлежащих жилых массивов. Помещения АСТ сдавались в аренду частным предприятиям, включая ликёроводочный завод.
В апреле 2006 года губернатор Нижегородской области Валерий Шанцев высказывался в пользу создания теплоэлектроцентрали на базе корпуса ГАСТ, но предложение не встретило поддержки руководства ЕЭС России.
3 мая 2006 года губернатором и представителем малайской компании «Танджонг Энерджи» был подписан протокол о намерениях по вопросам строительства этой ТЭЦ.
В 2019 году недостроенное здание и участок в 32,6 тыс. м2 были проданы российскому бизнесмену за половину от изначальной цены торгов (за 42,6 млн рублей).
По состоянию на 2020—2022 года, ведётся демонтаж АСТ. К настоящему времени сохранилась лишь вентиляционная труба.

## Информация об энергоблоках
| Энергоблок | Тип реакторов | Мощность | Мощность | Начало строительства | Подключение к сети                   | Ввод в эксплуатацию                  | Закрытие                             |
| Энергоблок | Тип реакторов | Чистый   | Брутто   | Начало строительства | Подключение к сети                   | Ввод в эксплуатацию                  | Закрытие                             |
| ---------- | ------------- | -------- | -------- | -------------------- | ------------------------------------ | ------------------------------------ | ------------------------------------ |
| Го́рький-1  | АСТ-500       | 0 МВт    | 500 МВт  | 01.01.1982           | Строительство остановлено 01.12.1993 | Строительство остановлено 01.12.1993 | Строительство остановлено 01.12.1993 |
| Го́рький-2  | АСТ-500       | 0 МВт    | 500 МВт  | 01.01.1983           | Строительство остановлено 01.12.1993 | Строительство остановлено 01.12.1993 | Строительство остановлено 01.12.1993 |